# Лі Ван Кліф
Лі Ван Кліф (англ. Lee Van Cleef; 9 січня 1925, Самервілл, Нью-Джерсі — 16 грудня 1989, Окснард, Каліфорнія) — американський кіноактор, найвідоміший за ролями у спагеті-вестернах Серджо Леоне.

## Біографія
Лі Ван Кліф відомий своїми ролями в фільмах жанру вестерн, де прославився як ідеальний тип «поганого хлопця». Втім, іноді він грав також і позитивних персонажів — наприклад, мисливця за головами в фільмах «Здавайся або розплатися» або «На декілька доларів більше».
Ван Кліф народився в місті Самервілл, Нью-Джерсі, в родині нащадків голландських, шведських, бельгійських і англійських переселенців. Під час Другої світової війни він служив на флоті, після перемоги, кинувши роботу бухгалтером, став актором. Його початковий досвід був сценічними, включаючи навіть невелику роль в бродвейському мюзиклі.
Першим фільмом Ван Кліфа став класичний «Рівно опівдні», в якому він промайнув в епізодичній ролі лиходія. За цим пішло кілька ролей в низькобюджетних фантастичних фільмах. Ван Кліф грав різних незначних персонажів в чотирьох епізодах серіалу каналу ABC «Стрілець» в період між 1959 і 1962 роком. Після він виступав у ролях дрібних злодіїв в різних вестернах. Він також зіграв лиходія в 1962 році в класичному фільмі Джона Форда «Людина, яка застрелила Ліберті Веленса» і знімався з такими акторами як Джеймс Стюарт і Джон Вейн. Він знявся в невеликій ролі одного з річкових піратів в фільмі «Як був завойований Захід» 1962.
У 1958 році Ван Кліф потрапив в серйозну автомобільну аварію і був змушений тимчасово залишити акторську кар'єру. У період між 1962 і 1965 він працював живописцем в одному з готелів Голлівуда, почав пити, однак випадкова зустріч з Серджо Леоне допомогла йому.
Він зіграв головних героїв у двох спагеті-вестернах трилогії Серджо Леоне — «На декілька доларів більше» та «Хороший, поганий, злий». Він виконав також роль другого плану в культовому фільмі Джона Карпентера «Втеча з Нью-Йорка» та знявся у ролі злочинця-шахрая в епізоді серіалу «Бонанца» — «Кривава лінія» (31 грудня 1960 року).
За 37 років своєї акторської кар'єри Лі ван Кліф зіграв 90 ролей в кіно і 109 в телевізійних постановках. На початку 1980-х він грав Джона Пітера МакКалістера, «першого вихідця із Заходу, що став ніндзя» на NBC в серіалі «Майстер». Його остання поява на телебаченні мала місце в 1984 році, коли він покинув шоу «Майстер». Епізоди шоу пізніше розрекламували і вони вийшли як телевізійні фільми.

## Вибрана фільмографія
- 1952 — «Рівно опівдні»
- 1953 — «Звідси ‒ у вічність»
- 1956 — «Завойовник»
- 1959 — «Самотній вершник»
- 1962 — «Людина, яка застрелила Ліберті Веленса»
- 1962 — «Як підкорили Захід»
- 1965 — «На кілька доларів більше»
- 1966 — «Здавайся або розплатися»
- 1966 — «Хороший, поганий, злий»
- 1969 — «Сабата»
- 1971 — «Повернення Сабати»
- 1971 — «Річка негідників»
- 1973 — «Боже, ти справді хрещений батько!»
- 1981 — «Втеча з Нью-Йорка»